# Voetbalkampioenschap van Elbe-Elster 1913/14
In 1913/14 werd het derde voetbalkampioenschap van Elbe-Elster gespeeld, dat georganiseerd werd door de Midden-Duitse voetbalbond. FC Sportfreunde Torgau werd kampioen en plaatste zich zo voor de Midden-Duitse eindronde, waar de club een 11-1 veeg uit de pan kreeg van Hallescher FC Wacker. 

## 1. Klasse
| Plaats | Club                   | Wed. | W | G | V | Saldo | Ptn.  |
| ------ | ---------------------- | ---- | - | - | - | ----- | ----- |
| 1.     | FC Sportfreunde Torgau | 6    | 5 | 1 | 0 | 19:07 | 11:01 |
| 2.     | VfB Herzberg           | 6    | 4 | 1 | 1 | 22:11 | 09:03 |
| 3.     | FC Allemannia Jessen   | 6    | 2 | 0 | 4 | 07:22 | 04:08 |
| 4.     | FC Viktoria Wittenberg | 6    | 0 | 0 | 6 | 07:15 | 00:12 |

|  | Kampioen, geplaatst voor Midden-Duitse eindronde |